# باشگاه فوتبال المپیک اسفی
باشگاه فوتبال المپیک اسفی (عربی: نادي أولمبيك أسفي) یک باشگاه فوتبال در شهر اسفی، مراکش است.
این باشگاه که در سال ۱۹۲۱ تأسیس شده سابقه ۱ قهرمانی در لیگ دسته دوم فوتبال مراکش را در کارنامه دارد. 